# I. e. 183
Évszázadok: i. e. 3. század – i. e. 2. század – i. e. 1. század
Évtizedek: i. e. 230-as évek – i. e. 220-as évek – i. e. 210-es évek – i. e. 200-as évek – i. e. 190-es évek – i. e. 180-as évek – i. e. 170-es évek – i. e. 160-as évek – i. e. 150-es évek – i. e. 140-es évek – i. e. 130-as évek
Évek: i. e. 188 – i. e. 187 – i. e. 186 – i. e. 185 –  i. e. 184 – i. e. 183 – i. e. 182 – i. e. 181 – i. e. 180 – i. e. 179 – i. e. 178

## Események

### Róma
- Quintus Fabius Labeót és Marcus Claudius Marcellust választják consulnak. Marcellus a későbbi Aquileia környékéhez vonul, ahol az Alpokon átkelő gallok várost építettek. A légiók érkezésére a gallok harc nélkül visszavonulnak.
- Megalapítják Mutina és Parma coloniákat.
- Liternumi birtokán meghal a nyilvánosságtól teljesen visszavonult Scipio Africanus, Hannibal legyőzője.

### Hellenisztikus birodalmak
- Titus Quinctius Flamininus vezetésével római követség érkezik I. Prusziasz bithüniai királyhoz, követelve a nála menedéket találó Hannibal kiadatását. Hannibal a katonák közeledtére méreggel öngyilkos lesz.
- Messzéné városa fellázad az Akháj Szövetség ellen. A szövetség vezetőjét, Philopoimént egy kisebb összecsapásban a lova leveti magáról és fogságba esik. A messzénéiek elhatározzák a kivégzését, de megadják a hetvenéves hadvezérnek a lehetőséget, hogy saját kezűleg, méreggel végezzen magával.

## Születések
- Publius Cornelius Scipio Nasica Serapio, római államférfi és hadvezér

## Halálozások
- Hannibal, karthágói hadvezér
- Publius Cornelius Scipio Africanus, római hadvezér és államférfi
- Philopoimén, görög hadvezér